# Église Saint-Aubin de Crevant
Pour les articles homonymes, voir Église Saint-Aubin et Saint Aubin.

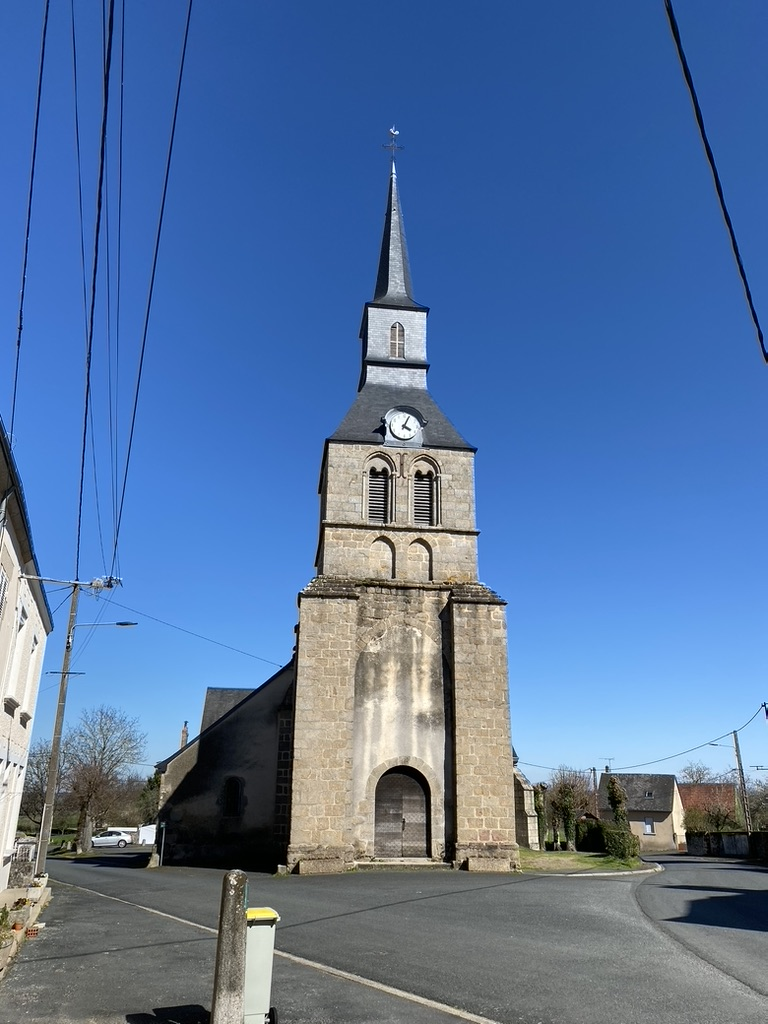
Église Saint-Aubin vue de face.

L'église Saint-Aubin de Crevant est une église catholique française. Elle est située sur le territoire de la commune de Crevant, dans le département de l'Indre, en région Centre-Val de Loire.

## Situation
L'église se trouve dans la commune de Crevant, au sud-est du département de l'Indre, en région Centre-Val de Loire. Elle est située dans la région naturelle du Boischaut Sud. L'église dépend de l'archidiocèse de Bourges, du doyenné du Boischaut Sud et de la paroisse d'Aigurande.

## Histoire
L'église fut construite entre le XIIIe siècle et le XIVe siècle. L'édifice est inscrit au titre des monuments historiques, le 12 juin 1926.

## Description
Elle comprenait primitivement une longue nef unique, un chœur à chevet plat et un porche très vaste, ajouré sur trois faces, précédant un petit portail à colonnettes. Les chapiteaux du chœur sont ornés de feuillages. Les voûtes de la nef ont été refaites au XIVe siècle.
Le porche s'orne d'un bas-relief du XVIe siècle représentant Saint-Jean tenant un calice, la Vierge tenant l'Enfant, et un autre saint, sous trois dais à fleurons et pinacles. Au-dessus du porche, le clocher est formé de deux étages d'arcatures, le second étant ouvert par quatre fenêtres géminées.
Du côté nord de la nef, se trouve une chapelle seigneuriale. Au XVIIe siècle, quatre travées de bas-côtés ont été construites à la suite de cette chapelle. À la fin du XVe siècle, une chapelle seigneuriale fut construite du côté sud.